# ابرن
شهر ابرن در ایالت بایرن در کشور آلمان واقع شده است.

## نگارخانه

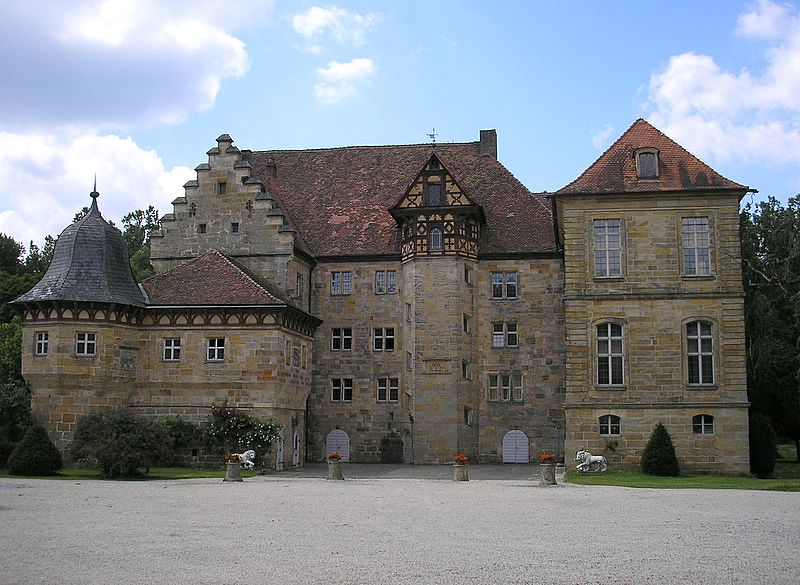
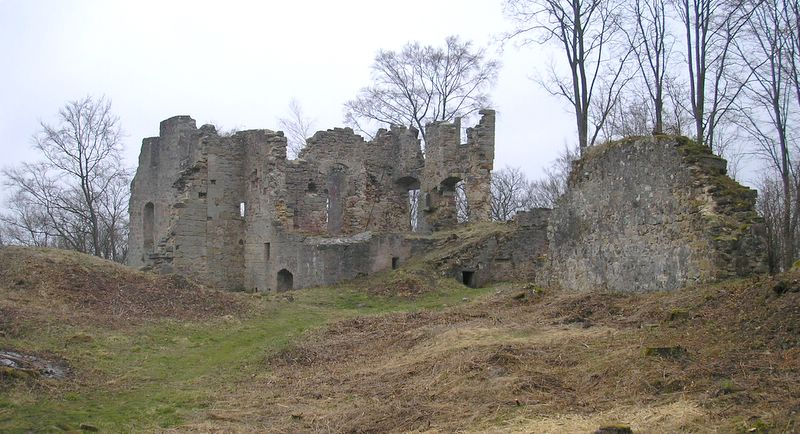
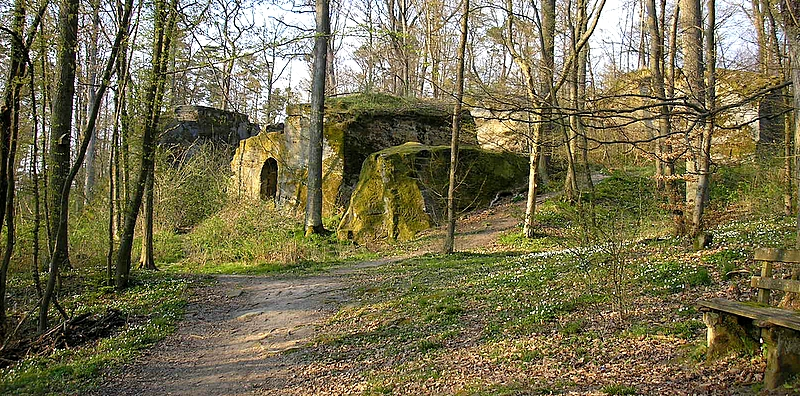
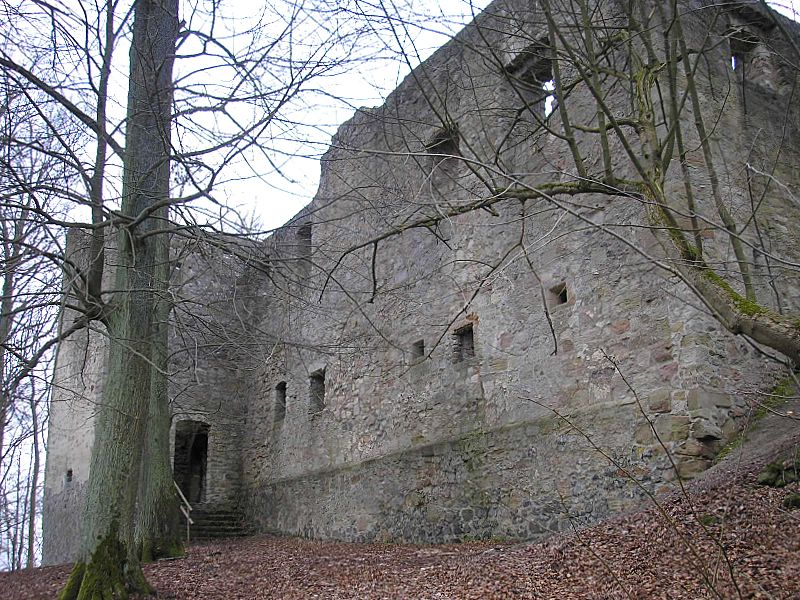